# Repertori iconogràfic d'art espanyol
El Repertori Iconogràfic d'Art Espanyol és un recull fotogràfic del patrimoni històric i artístic espanyol. Està compost per 106.844 fotografies, imatges gràfiques, maquetes, plànols, dibuixos i gravats que recullen les manifestacions artístiques de tots els períodes, així com monuments, paisatges, indrets urbans, indumentària i folklore. El gruix de la col·lecció, unes 80.000 fotografies, es recopilà entre el 1913 i el 1929 i va servir per a documentar l'exposició “L'Art a Espanya”, celebrada durant l'Exposició Internacional de 1929. Les fitxes que es recopilaren, a més d'instrument de consulta, serviren per a la construcció del Poble Espanyol, doncs eren un fons documental d'arquitectura peninsular. Després del certamen, es va continuar catalogant fins al 1950. A dia d'avui, el Repertori és una eina que permet conèixer el patrimoni hispànic tal com es trobava a la primera meitat del s. XX.

## Història

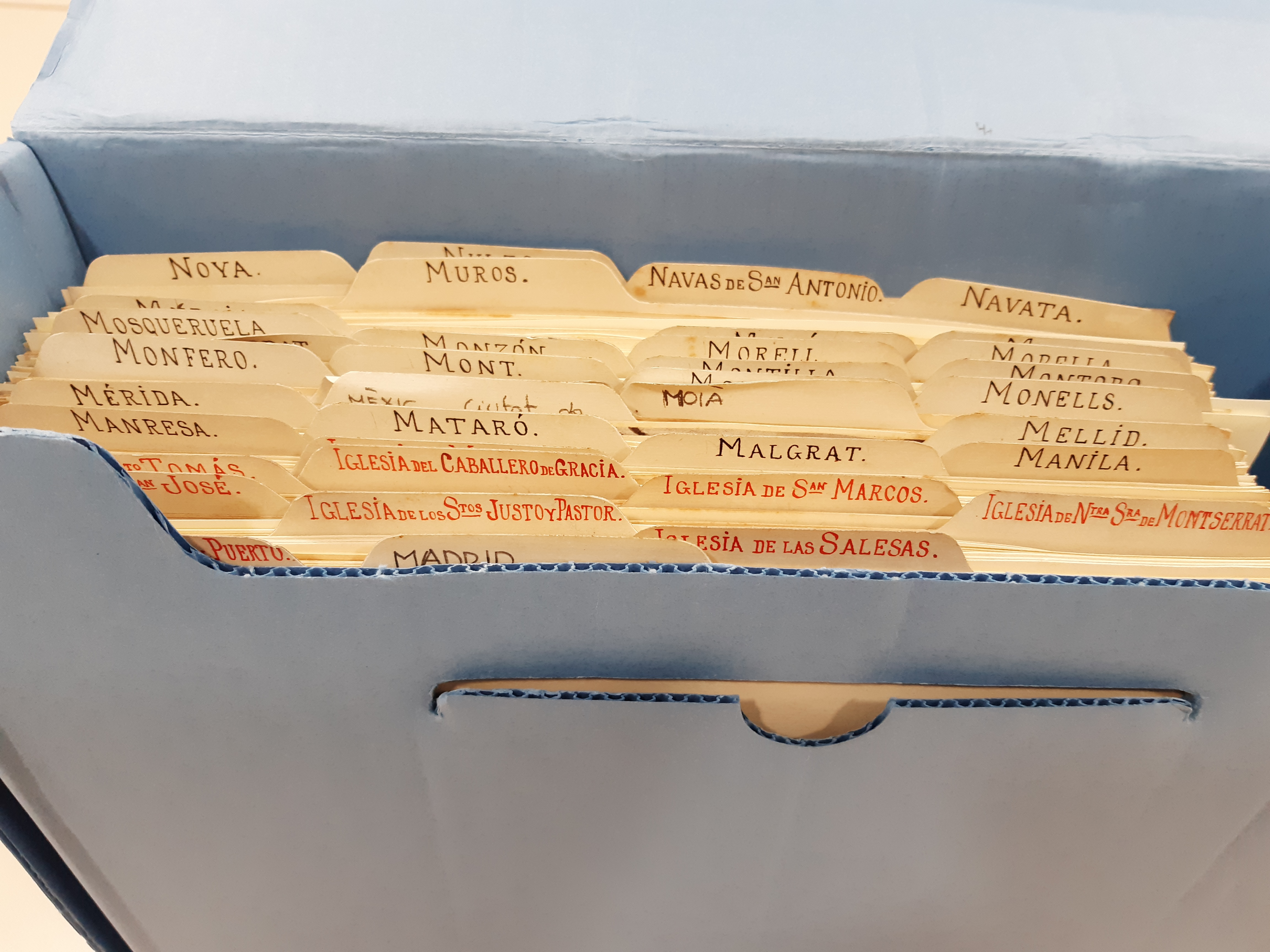
Foto 1. Caixes amb índex alfabètic per poblacions.

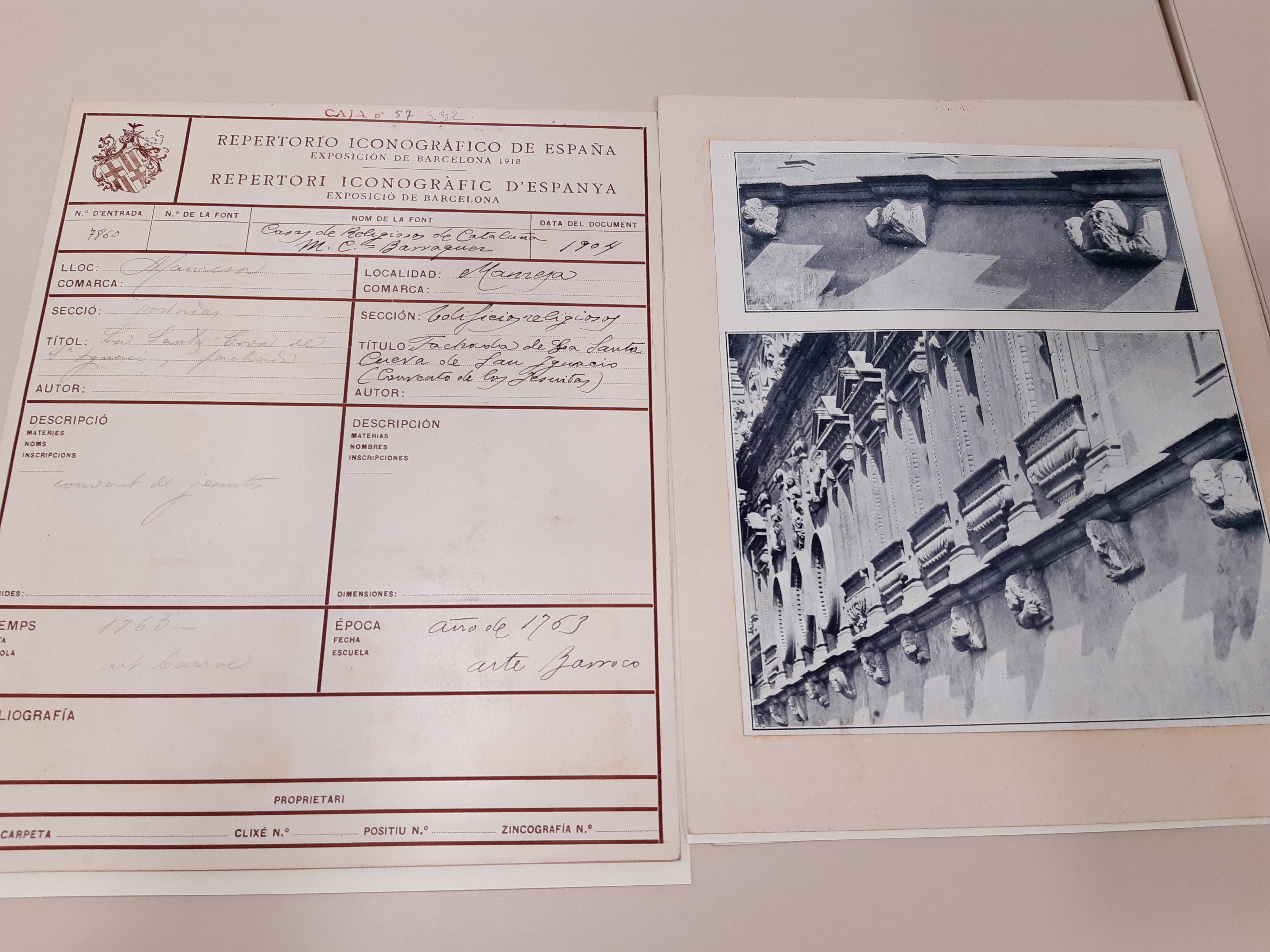
Foto 2. Anvers i revers d'una fitxa del Repertori

El 1913, els organitzadors de l'Exposició Internacional d'Indústries Elèctriques i Nacional de productes espanyols, que s'havia de celebrar el 1917 a Barcelona, van proposar a la Junta de Museus una exposició d'art espanyol que englobés tots els períodes i tots els tipus artístics. Per a seleccionar els objectes i materials que formarien part de l'exposició es necessitava un mètode exhaustiu d'informació, és per això que es va prioritzar la tasca de recopilació de fons fotogràfics, de manera que sorgí la idea de fer un repertori fotogràfic. L'any 1915, es van nomenar com a responsables de la Secció d'Art Espanyol a Jeroni Martorell i Josep Puig i Cadafalch, que formaven part de la Junta de Museus. Aquell mateix any, la Junta de Museus traslladà més de 5.000 fitxes existents a la biblioteca de la Juntai els responsables presentaren una memòria on descrivien les tasques dutes a terme quant a classificació i ordenació del fons fotogràfic ja existent i recomanaven un mètode per a l'elaboració del Repertori. Aquest mètode consistia en classificar les fotografies per períodes i, dins dels períodes, per matèries, alhora es crearia un catàleg alfabètic de localitats. La informació estaria plasmada en unes fitxes de cartolina amb tota la informació documental, històrica i artística, a més de les pròpies del registre, per una cara, i a l'altra les fotografies (foto 2). L'oficina del Repertori es va establir a una part del local de la Secció de Conservació i Catalogació de l'Institut d'Estudis Catalans (IEC). L'exposició del 1917 no va arribar a celebrar-se a causa de la guerra, però l'encàrrec va continuar amb la intenció que formés part de l'Exposició Internacional de Barcelona de 1929. Per a organitzar totes les dades que es recavaven, es va comptar amb la col·laboració d'historiadors i arquitectes especialitzats en art espanyol com Joan Cabré Aguiló, Pere Bosch i Gimpera, Pierre Paris, Leopold Torres Balbàs, Manuel Gómez Moreno, Elies Tormo, Joaquim Folch i Torres, Alberto del Castillo i Macari Golferichs Així com amb els fotògrafs Marià Moreno, Rafael Sales, Jesús Unturbe, Josep Maria Sagarra, González Román i Adolf Mas i el seu fill Pelai Mas. Pare i fill van realitzar un total de 50.000 negatius, augmentant considerablement l'Arxiu Mas, un dels més importants a Catalunya. Es va documentar l'art província a província, creant fitxes d'edificis, pintures, escultures però també escenes de la vida rural i el folklore espanyol. El 1923, s’adonaren que hi havia zones poc documentades com Castella, País Basc, Andalusia, Múrcia o Extremadura i adquiriren 20.000 fotografies i postals fotogràfiques per a completar la col·lecció. Aquestes noves instantànies provenien de les col·leccions de Marià Moreno, el laboratori Mas i la Casa Thomas, entre d'altres. Les institucions que es van involucrar en el projecte foren: el Servei de Catalogació i Conservació de Monuments, el director del qual era Jeroni Martorell, la Junta de Museus i la Junta de l'Exposició de Barcelona. El 1926, la Junta de Museus es retirà del projecte i el Servei de Monuments es quedaria amb tot el pes d'aquest. Finalment, l'exposició es realitzà al Palau Nacional el 1929, sota la dictadura de Primo de Rivera. El Repertori va servir per a decidir quins objectes s'exposarien a la mostra "L'Art a Espanya" i, gràcies al fons documental d'arquitectura hispànica que es va recopilar, també va servir per a la construcció del Poble Espanyol a la muntanya de Montjuïc, on se celebrava el certamen. No es va dur a terme cap catàleg sinó una guia que descrivia totes les peces. Un cop finalitzada l'exposició, el Repertori es va ampliar amb 14.000 negatius més, ja que l'Ajuntament va decidir fotografiar també totes les peces exposades. Aquests negatius es troben a l'arxiu fotogràfic de l'Arxiu Històric de la Ciutat de Barcelona. L'any 1931, Folch i Torres va proposar la creació d'un centre de recerca especialitzat en art hispànic que inclogués el Repertori, les reproduccions que es van fer servir a l'exposició "L'Art a Espanya" i una biblioteca especialitzada. El projecte no es va dur a terme i el Repertori va ingressar a la Biblioteca dels Museus d’Art de Barcelona. Tot i això, es va continuar catalogant noves obres fins al 1950, quan es contaven amb 106.844 documents. L'any 1933, la Biblioteca es va instal·lar en un edifici de la Junta de Museus, al Poble Espanyol. Durant la Guerra Civil, la Junta de Museus va traslladar a Olot la Biblioteca junt amb les 914 capses del Repertori Iconogràfic d'Art Hispànic, de les quals 115 pertanyien a l'exposició "L'Art a Espanya", es trobarien a faltar 21 capses, encara avui desaparegudes. L'any 1939, es tornà el fons al Poble Espanyol i l'any 1945, es traslladà de nou al Palau de la Ciutadella, seu del Museu d'Art, on va romandre fins a l'any 1970, quan es va instal·lar definitivament al Palau Nacional.

## Estat actual del Repertori al Museu Nacional
Actualment, el Repertori es pot consultar a l'Arxiu del Museu Nacional d'Art de Catalunya (MNAC), al Palau Nacional, on ingressà el 1997. És un testimoni gràfic d'obres que a l'actualitat estan desaparegudes, van ser venudes a l'estranger, espoliades o desplaçades dels seus indrets originals. Pel que fa al patrimoni arquitectònic, representa un fons documental d'edificis que van ser cremats o enderrocats a la Guerra Civil. Al Museu Nacional, es conserven els positius, mentre que els negatius estan distribuïts per diferents institucions. És el cas de L'Institut Amatller d’Art Hispànic que alberga l’Arxiu Mas, el Museu Arqueològic de Catalunya i l'Arxiu Històric de Barcelona. En la seva concepció, el Repertori va servir com a instrument de sistematització i estudi del patrimoni artístic espanyol, a més de servir per a l'organització de l'exposició del 1929 i la creació del Poble Espanyol. En l'actualitat, és un testimoni organitzat i documentat del patrimoni als anys trenta.
A l'Arxiu es troben 106.844 documents formats per 69.180 fotografies, 32.226 imatges gràfiques procedents de publicacions o col·leccions de làmines, 3.271 postals, 1.439 plànols i dibuixos fets a mà, i 728 documents en altres formats. La documentació s'organitza en tres sèries documentals: imatges classificades per estil (83.123 documents), per criteris etnològics (13.403 documents) i produïdes per a l'Exposició "L'Art a Espanya" (10.318 documents que recullen les obres exposades al certamen ordenades toponímicament). Les dues primeres sèries es formaren per donar suport a l'organització de l'exposició, mentre que la tercera respon a les tasques per documentar les obres que es van presentar al certamen. Les fitxes del Repertori són de cartolina, amb unes mides de 26x21 cm, on a l'anvers consta tota la informació i al revers s’adhereixen les fotografies pertinents. Es va utilitzar un "fitxari" auxiliar amb fitxes reduïdes i sense imatges per a permetre la consulta.